# Isla Mulah
Mulah es una de las islas habitadas del atolón de Meemu pertenecientes a las Islas Maldivas, en el Océano Índico.
Mulah cuenta con una población de 1.475 habitantes (en marzo de 2007) entre los que se incluyen 707 mujeres  y  768 hombres. Posee una superficie de 57,8 hectáreas, con un largo de 1.400 metros y un ancho de 500 metros.